# Gecko (compañía teatral)
Gecko (compañía teatral) es una compañía de teatro londinense fundada en 2001 por el director artístico israelí Amit Lahav (להב עמית) influida por el estilo de las de Lindsay Kemp o David Glassa. Su género se define como teatro total donde Lahav quiere arrogarse todos los medios posibles para contar la historia valiéndose de ensayos de extensa experimentación.
Entre sus obras representadas están  Taylor's Dummies o una versión del cuento de Nikolái Gógol El capote (Шинель).